# Leptogenys alluaudi
Leptogenys alluaudi é uma espécie de formiga do gênero Leptogenys, pertencente à subfamília Ponerinae.